# Veenendaal Veenendaal Classic féminine 2023
La 3e édition de la Veenendaal-Veenendaal Classic féminine, a lieu le 19 mai 2023 aux Pays-Bas. La course fait partie du calendrier international féminin UCI 2023 en catégorie 1.1. Elle est remportée par la Belge Lotte Kopecky.

## Équipes
| Unknown team category |
|                       |

## Récit de la course
Les échappées ont été reprises dans le dernier tour à moins de 50 kilomètres de l'arrivée laissant place à un sprint massif remporté par la Belge Lotte Kopecky devant l'Italienne Martina Fidanza

## Classements

### Classement final
| \| Classement général \| Classement général \| Classement général \| Classement général \| Classement général \| \| Coureuse \| Coureuse \| Pays \| Équipe \| Temps \| \| ------------------ \| ------------------ \| ------------------ \| ------------------------------ \| ------------------ \| \| 1re \| Lotte Kopecky \| Belgique \| SD Worx \| 3 h 20 min 04 s \| \| 2e \| Martina Fidanza \| Italie \| Ceratizit-WNT Pro Cycling \| + 0 s \| \| 3e \| Daria Pikulik \| Pologne \| Human Powered Health \| + 0 s \| \| 4e \| Rachele Barbieri \| Italie \| Liv Racing TeqFind \| + 0 s \| \| 5e \| Eline Van Rooijen \| Pays-Bas \| AG Insurance-Soudal Quick-Step \| + 0 s \| \| 6e \| Fem van Empel \| Pays-Bas \| Team Jumbo-Visma \| + 0 s \| \| 7e \| Sofia Collinelli \| Italie \| Israel-Premier Tech Roland \| + 0 s \| \| 8e \| Maike van der Duin \| Pays-Bas \| Canyon-SRAM Racing \| + 0 s \| \| 9e \| Wiktoria Pikulik \| Pologne \| MAT Atom Deweloper Wrocław \| + 0 s \| \| 10e \| Marthe Truyen \| Belgique \| Fenix-Deceuninck \| + 0 s \| |                    |          |                                |                 |
| |                    |          |                                |                 |
| |                    |          |                                |                 |
| Classement général |                    |          |                                |                 |
| Coureuse | Coureuse           | Pays     | Équipe                         | Temps           |
| 1re | Lotte Kopecky      | Belgique | SD Worx                        | 3 h 20 min 04 s |
| 2e | Martina Fidanza    | Italie   | Ceratizit-WNT Pro Cycling      | + 0 s           |
| 3e | Daria Pikulik      | Pologne  | Human Powered Health           | + 0 s           |
| 4e | Rachele Barbieri   | Italie   | Liv Racing TeqFind             | + 0 s           |
| 5e | Eline Van Rooijen  | Pays-Bas | AG Insurance-Soudal Quick-Step | + 0 s           |
| 6e | Fem van Empel      | Pays-Bas | Team Jumbo-Visma               | + 0 s           |
| 7e | Sofia Collinelli   | Italie   | Israel-Premier Tech Roland     | + 0 s           |
| 8e | Maike van der Duin | Pays-Bas | Canyon-SRAM Racing             | + 0 s           |
| 9e | Wiktoria Pikulik   | Pologne  | MAT Atom Deweloper Wrocław     | + 0 s           |
| 10e | Marthe Truyen      | Belgique | Fenix-Deceuninck               | + 0 s           |

### Points UCI
| Position           | 1er | 2e | 3e | 4e | 5e | 6e | 7e | 8e | 9e | 10e | 11e | 12e | 13e à 15e | 16e à 25e |
| Classement général | 125 | 85 | 70 | 60 | 50 | 40 | 35 | 30 | 25 | 20  | 15  | 10  | 5         | 3         |

## Liste des partantes
| Légende | Légende                                                                        | Légende | Légende                                                    |
| ------- | ------------------------------------------------------------------------------ | ------- | ---------------------------------------------------------- |
| Num     | Dossard de départ porté par le coureur sur cette Veenendaal-Veenendaal Classic | Pos     | Position à l'arrivée de la course                          |
|         | Indique un maillot de champion national ou mondial, suivi de sa spécialité     | NP      | Indique un coureur qui n'a pas pris le départ de la course |
| AB      | Indique un coureur qui n'a pas terminé la course                               | HD      | Indique un coureur qui a terminé la course hors des délais |